# Binario industriale della val Bisagno
Il binario industriale della val Bisagno, detta anche ferrovia delle Gavette, era un raccordo industriale ferroviario esistente a Genova dal 1926 al 1965.

## Storia

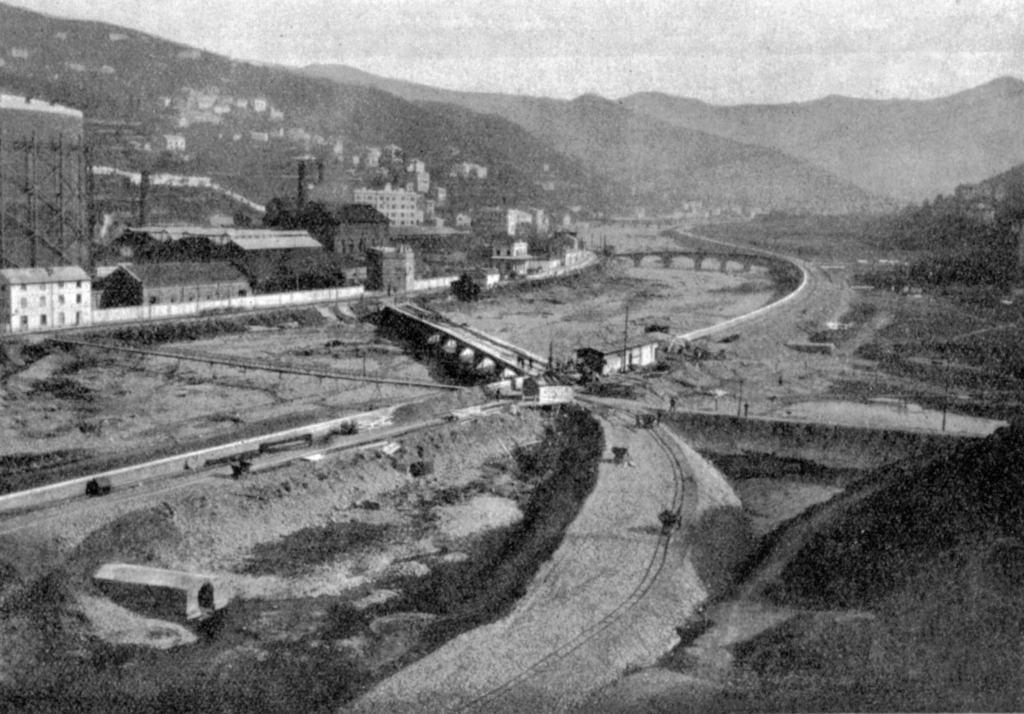
Vista del ponte Veronelli sul Bisagno

La zona della bassa val Bisagno si era sviluppata a fine Ottocento grazie ai marmisti che lavoravano per il cimitero monumentale di Staglieno e la sua fiorente agricoltura; la zona di Marassi conobbe una forte espansione a inizio secolo con la costruzione del mercato generale ortofrutticolo di corso Sardegna, dello stadio comunale, delle officine per la produzione del gas illuminante con il gasometro costruito in località "Gavette" dell'Azienda municipale gas e Acqua (AMGA) situato nei pressi di ponte Carrega, nonché dei nuovi mattatoi comunali in località Cà de Pitta situati in piazzale Bligny.
Appaltato nel 1925, venne dunque costruito il "nuovo binario industriale della val Bisagno", con un costo pari a circa 2 milioni di lire dell'epoca, così da servire i nuovi insediamenti commerciali e industriali sorti nella valle.
La linea venne dismessa nel 1965 in conseguenza dell'utilizzo del metano al posto del gas di città, venendo dunque a cessarne la necessità da parte dell'AMGA, ormai unico utilizzatore dell'impianto dopo che il trasporto su gomma aveva soppiantato quello su ferro diretto ai macelli e al mercato.

## Caratteristiche

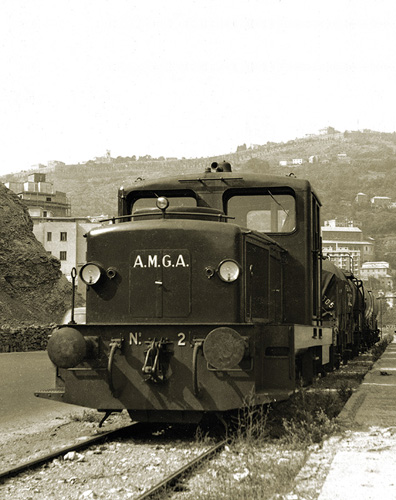
Locomotore Jung R 42 C n. 2 AMGA nel 1957

La linea, a binario unico e non elettrificata, era armata prevalentemente con normali rotaie Vignoles da 36 kg/metro poste su massicciata, ad eccezione dei tratti promiscui con il traffico stradale, segnatamente in piazza Giusti e corso Sardegna, dove erano presenti controrotaie.

### Percorso
| Unknown route-map component "exKINTa" |

| Unused urban continuation backward |  | Unknown route-map component "exSTR" |  |  |

| Unknown route-map component "exKINTaq" | Unknown route-map component "uexmKRZ" | Unknown route-map component "exWBRÜCKE1q" | Unknown route-map component "exKRZ" | Unknown route-map component "exSTR+r" |  |  |

| Unused urban continuation forward |  | Unknown route-map component "exKRWg+l" | Unknown route-map component "exKRWr" |  |

|  | Unknown route-map component "exABZg+l" | Unknown route-map component "exKINTeq" |

|  | Unknown route-map component "exABZg+l" | Unknown route-map component "exKINTeq" |

| Unknown route-map component "exHST" |

| Unknown route-map component "exTUNNEL2" |

| Unknown route-map component "exINT" |

|  | Unknown route-map component "KDSTaq" | Unknown route-map component "eABZql" | Unknown route-map component "ABZq+lr" | Unknown route-map component "KDSTeq" |

|  | Unknown route-map component "CONTgq" | Transverse track | Unknown route-map component "ABZqlr" | Unknown route-map component "CONTfq" |

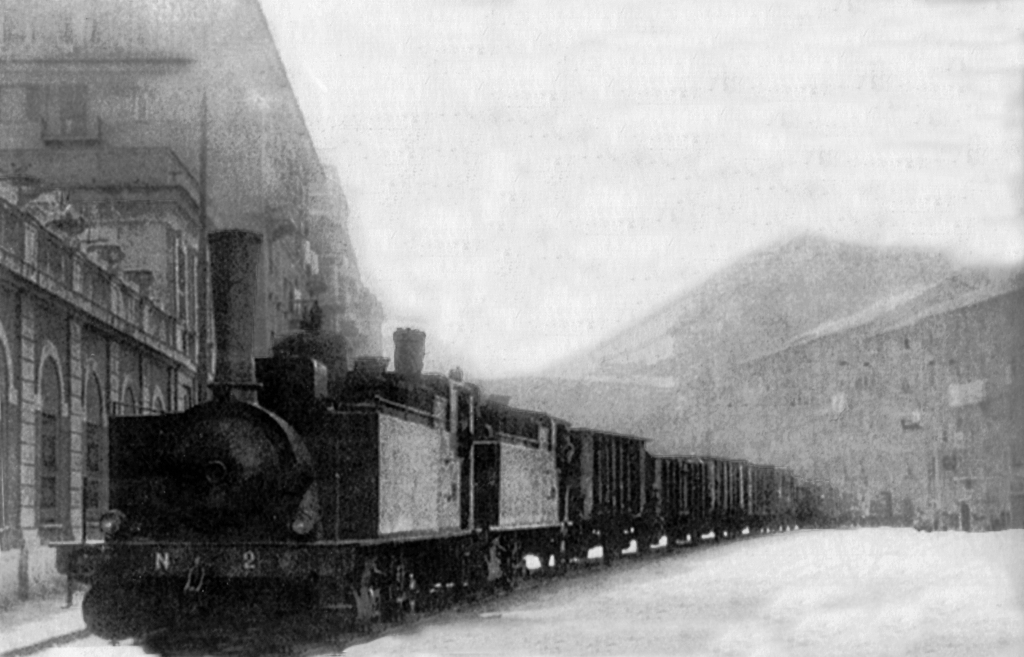
Doppia trazione di locomotive a vapore davanti al mercato di corso Sardegna

Il binario si staccava dallo scalo merci di Genova Terralba presso piazza Giusti, nel quartiere di San Fruttuoso, e con un'ampia curva si immetteva in corso Sardegna; in corrispondenza del mercato ortofrutticolo era presente un raddoppio che consentiva la sosta dei carri a servizio dello stesso.
Superato il mercato il binario attraversava diagonalmente la strada per dirigersi verso il torrente Bisagno, percorrendo un fornice appositamente realizzato nell'edificio che ospita l'impianto polisportivo di via Cagliari, mediante il quale sbucava in corrispondenza di corso Galliera.
Raggiunta piazza Carloforte il binario proseguiva dunque per via del Piano, costruita contestualmente allo stesso, costeggiando lo stadio comunale e il carcere, in corrispondenza del quale veniva talvolta effettuata fermata da parte delle tradotte effettuate con carrozze cellulari.
Seguivano, nell'ordine, uno stabilimento per la riparazione di ferrocisterne e lo stabilimento Nettezza Urbana "Volpara" per l'incenerimento dei rifiuti urbani.
Al km 3+700 una biforcazione segnava l'inizio del ramo che, percorsa un'ampia curva e incrociato il binario di via del Piano, superava il Bisagno impegnando il ponte G. Veronelli, a 9 campate e 8 pile, realizzato in cemento armato dalla Società Italiana Chini; tale manufatto venne poi danneggiato in seguito con l'alluvione del 23 settembre 1993. Per il collaudo del ponte, avvenuto il 29 ottobre 1926, fu utilizzato un treno composto da due locomotive FS E.551 al traino di una 835, per un peso complessivo di 195 tonnellate.
Tale diramazione raggiungeva in località Gavette l'impianto AMGA per la produzione di gas illuminante dal carbone mentre il resto della linea terminava nell'area delle acciaierie Falck in località Cà de Pitta, dove sorgevano gli allora moderni macelli comunali.

## Materiale rotabile
Per la trazione dei treni merci, generalmente composti da carri di proprietà delle Ferrovie dello Stato, l'AMGA disponeva inizialmente di tre locomotive a vapore Breda numerate da 1 a 3, rimpiazzate nel 1956 da locomotive Diesel fra cui una Jung R 42 C analoga alle unità FS 245 serie 8001-8003 e numerata "2".

## Galleria d'immagini

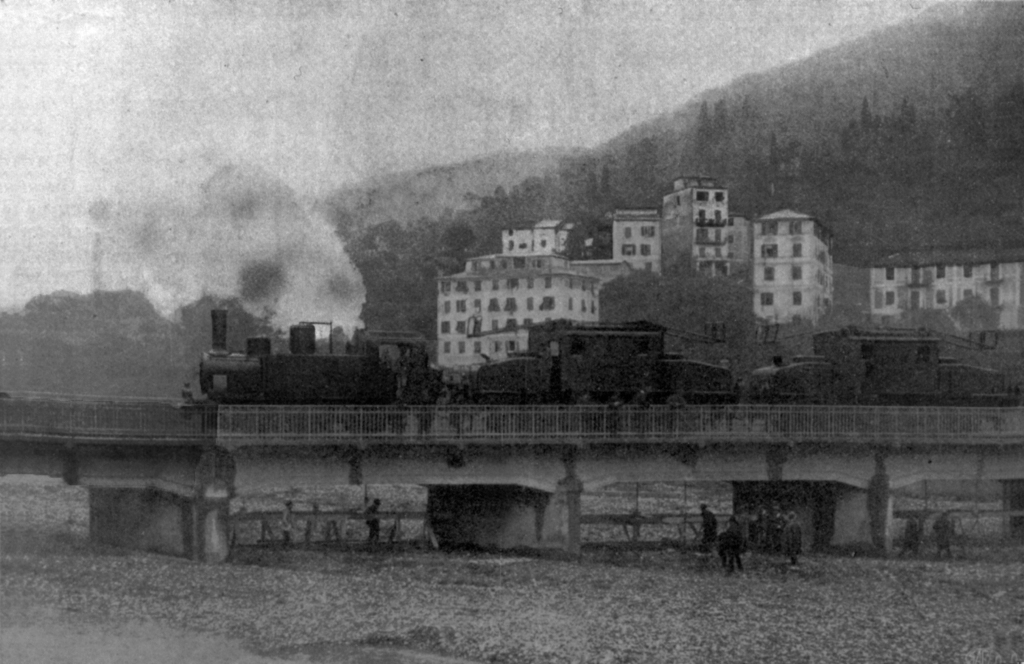
Collaudo del ponte G. Veronelli nel 1927
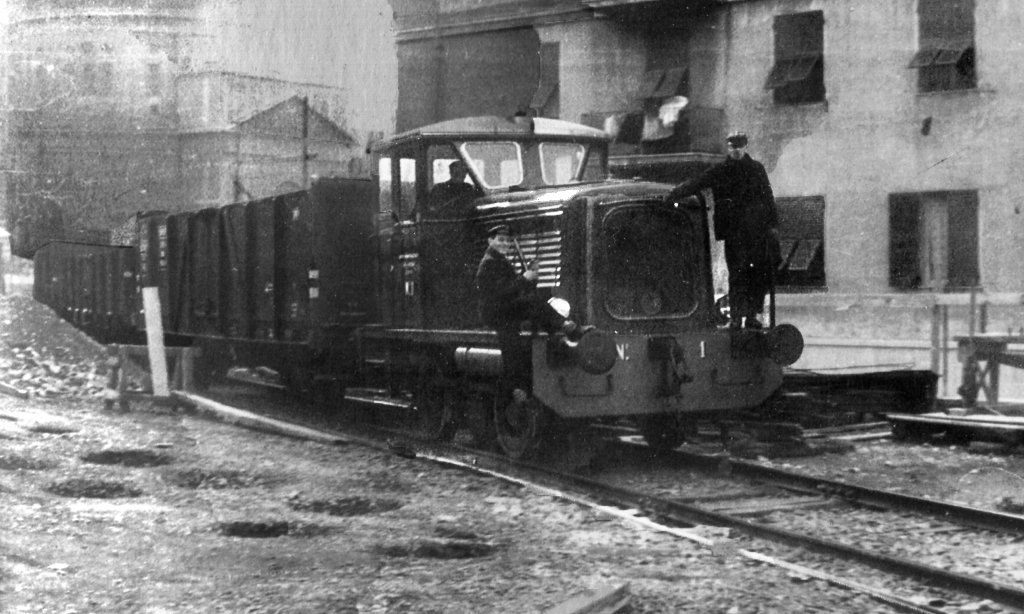
Automotore AMGA n. 1 davanti alla chiesa di Santa Fede nel 1957
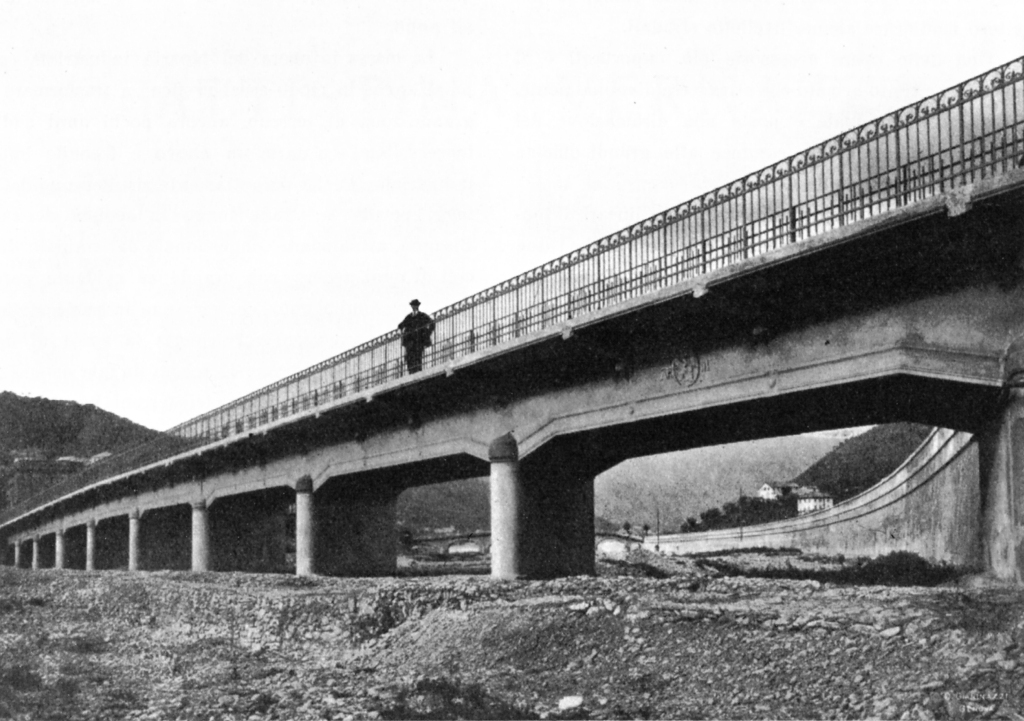
Vista del ponte G. Veronelli
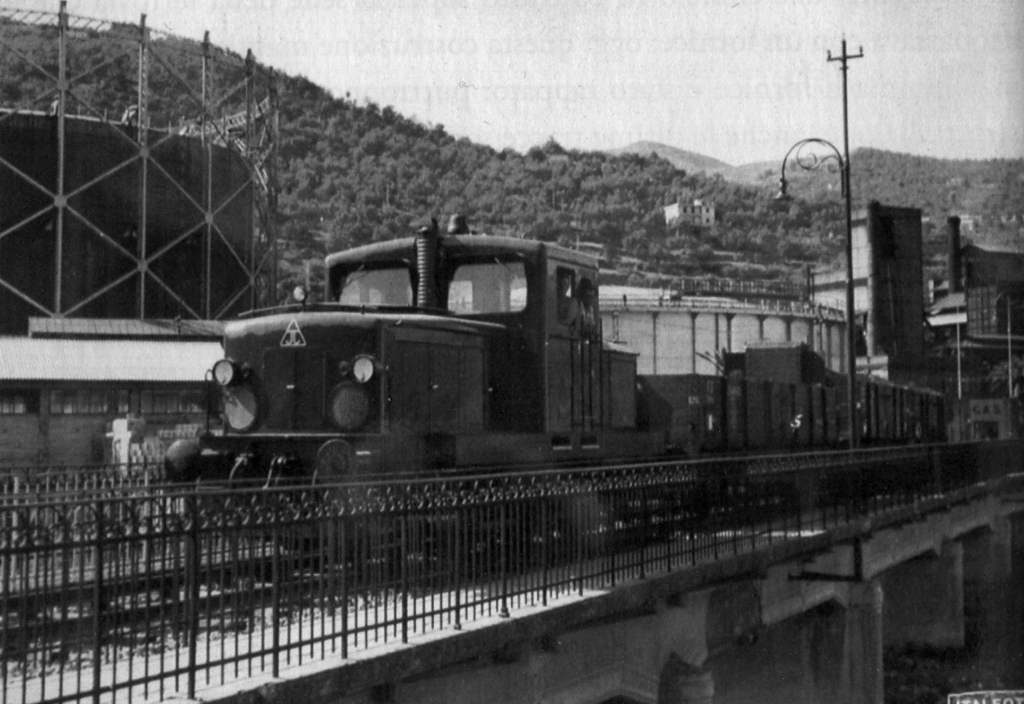
Locomotiva Jung R 42 C sul ponte G. Veronelli di ritorno dalle officine AMGA.
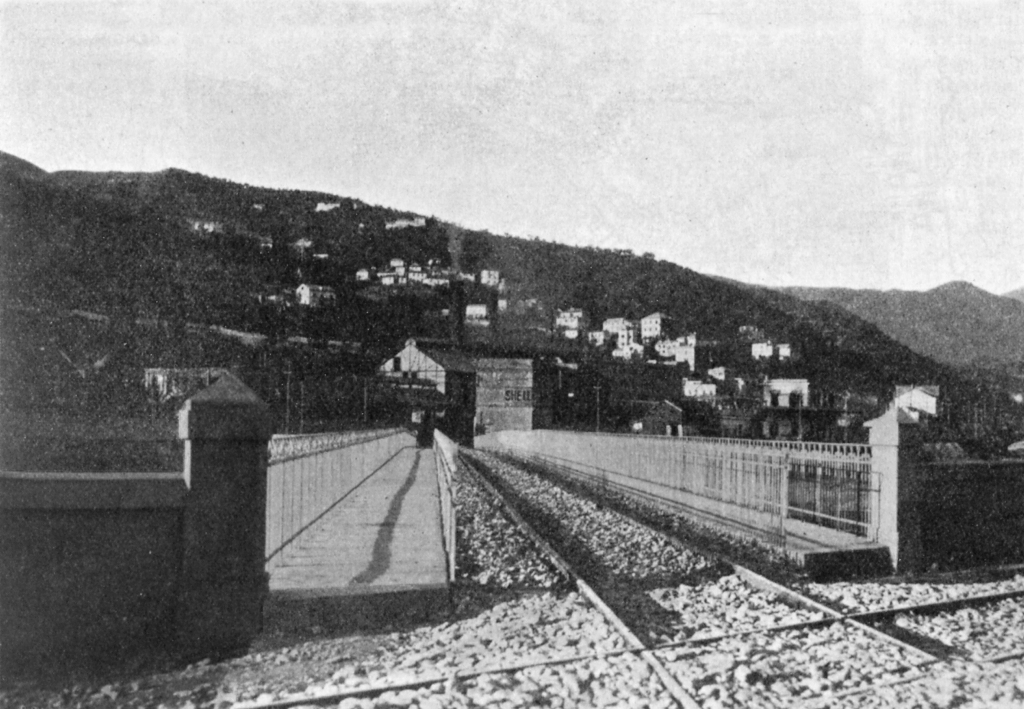
Panorama del ponte G. Veronelli prima della costruzione del gasometro
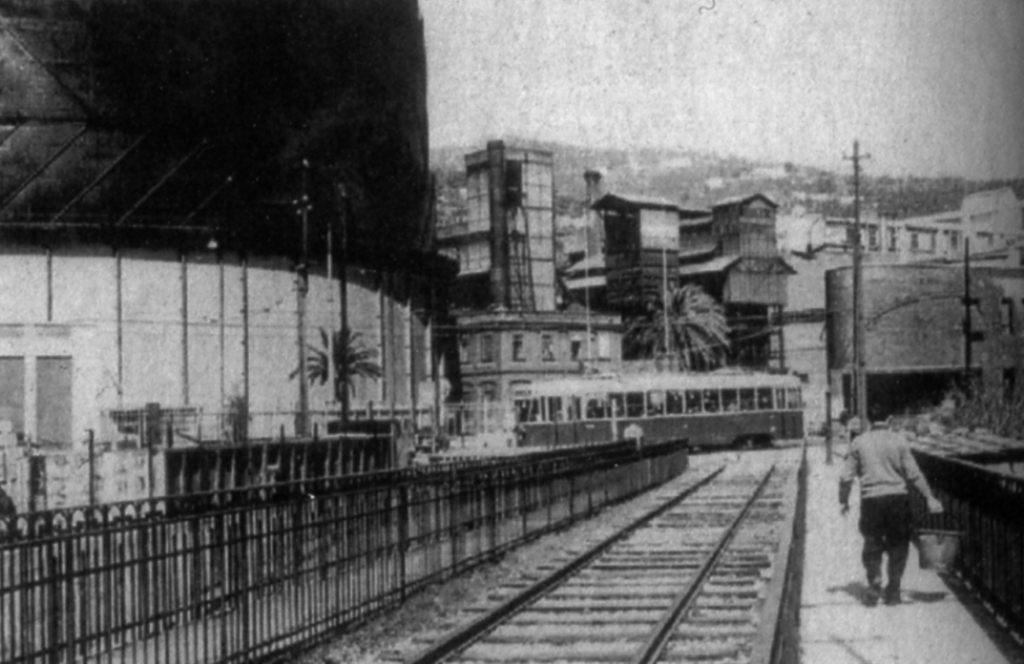
Ponte G. Veronelli con il gasometro e la linea tranviaria